# Dagmar Schmidt Tartagli
Dagmar Schmidt Tartagli ist eine Schweizer Diplomatin und Botschafterin. Seit 2021 leitet sie die Schweizer Botschaft in der Republik Korea in Seoul.

## Werdegang
Dagmar Schmidt studierte Staatswissenschaften an der Universität St. Gallen. Danach arbeitete sie als Assistentin am Institut für Politikwissenschaft bei Alois Riklin. Bei ihm schrieb sie ihre Dissertation mit interdisziplinären Ansatz in Staatswissenschaften zum Thema Der Freskenzyklus von Ambrogio Lorenzetti über die gute und die schlechte Regierung.
Sie arbeitete als stellvertretende Chefin der Sektion Völkerrecht des Eidgenössischen Departements für auswärtige Angelegenheiten (EDA). Auf 2014 wurde sie ausserordentliche und bevollmächtigte Botschafterin in der Republik Senegal mit Sitz in Dakar, ebenfalls zuständig für Kap Verde, Gambia, Guinea-Bissau, Mali und Mauretanien. 2017 übernahm sie die stellvertretende Leitung der Botschaft in Italien.
Seit 2021 leitet Dagmar Schmidt Tartagli die Schweizer Mission in Südkorea. Am 4. Februar 2022 wurde sie vom koreanischen Präsidenten Moon Jae-in empfangen.